# Saison 2012-2013 de Galatasaray SK
Maillots
Chronologie
Saison précédente Saison suivante

## Transferts

### Mercato d'été

#### Arrivées
| Nom du Joueur   | Nationalité | Âge    | Poste     | Coût                             | Provenance         | Durée du contrat         | Source |
| --------------- | ----------- | ------ | --------- | -------------------------------- | ------------------ | ------------------------ | ------ |
| Dany Nounkeu    | CAM         | 26 ans | Défenseur | Libre                            | Gaziantepspor      | 4 ans                    | [ 3 ]  |
| Umut Bulut      | TUR         | 29 ans | Attaquant | Prêt                             | Toulouse FC        | 1 an                     | [ 4 ]  |
| Emmanuel Culio  | ARG         | 28 ans | Milieu    | Retour de prêt                   | Orduspor           |                          |        |
| Kazim Kazim     | TUR         | 25 ans | Milieu    | Retour de prêt                   | Olympiakos         |                          |        |
| Anıl Dilaver    | TUR         | 21 ans | Attaquant | Retour de prêt                   | Samsunspor         |                          |        |
| Serdar Eylik    | TUR         | 22 ans | Milieu    | Retour de prêt                   | Giresunspor        |                          |        |
| Juan Pablo Pino | COL         | 23 ans | Attaquant | Retour de prêt                   | Al Nasr Riyad      |                          |        |
| Bogdan Stancu   | ROM         | 25 ans | Attaquant | Retour de prêt                   | Orduspor           |                          |        |
| Hamit Altıntop  | TUR         | 29 ans | Milieu    | 3 500 000 €                      | Real Madrid CF     | 4 ans                    | [ 5 ]  |
| Burak Yılmaz    | TUR         | 27 ans | Attaquant | 5 000 000 €                      | Trabzonspor        | 4 ans (+ 1 an optionnel) | [ 6 ]  |
| Nordin Amrabat  | MAR         | 25 ans | Milieu    | 8 600 000 €                      | Kayserispor        | 5 ans                    | [ 7 ]  |
| Felipe Melo     | BRE         | 29 ans | Milieu    | Prêt (1.7M€) avec o.a (de 6.5M€) | Juventus           | 1 an                     | [ 8 ]  |
| Cris            | BRE         | 35 ans | Défenseur | Libre                            | Olympique lyonnais | 1 an (+ 1 an optionnel)  | [ 9 ]  |
| Furkan Özçal    | TUR         | 22 ans | Milieu    | Libre                            | Kayserispor        | 4 ans                    | [ 10 ] |

#### Départs
| Nom du Joueur   | Nationalité | Âge    | Poste     | Transfert              | Destination         | Durée du contrat         | Source |
| --------------- | ----------- | ------ | --------- | ---------------------- | ------------------- | ------------------------ | ------ |
| Bogdan Stancu   | ROM         | 25 ans | Attaquant | 2 500 000 €            | Orduspor            | 4 ans                    | [ 11 ] |
| Felipe Melo     | BRE         | 29 ans | Milieu    | Retour de prêt         | Juventus            |                          |        |
| Ayhan Akman     | TUR         | 35 ans | Milieu    | Retraite               |                     |                          |        |
| Aykut Erçetin   | TUR         | 29 ans | Gardien   | Fin de contrat         |                     |                          |        |
| Servet Çetin    | TUR         | 31 ans | Défenseur | Fin de contrat         | Eskişehirspor       | 2 ans                    |        |
| Juan Pablo Pino | COL         | 25 ans | Attaquant | 100 000 €              | Mersin Idman Yurdu  | 1 an (+ 1 an optionnel)  | [ 12 ] |
| Kazim Kazim     | TUR         | 25 ans | Milieu    | Prêt avec o.a          | Blackburn Rovers    | 1 an                     |        |
| Emmanuel Culio  | ARG         | 28 ans | Milieu    | Prêt avec o.a (1.5 M€) | Mersin Idman Yurdu  | 1 an                     |        |
| Serkan Kurtuluş | TUR         | 22 ans | Défenseur | Contrat résilié        | Gençlerbirliği      | 2 ans (+ 1 an optionnel) |        |
| Mehmet Batdal   | TUR         | 26 ans | Attaquant | Prêt avec o.a          | Bucaspor            | 1 an                     |        |
| Yiğit Gökoğlan  | TUR         | 23 ans | Milieu    | Prêt (275 000 €)       | Orduspor            | 1 an                     |        |
| Necati Ateş     | TUR         | 32 ans | Attaquant | 400 000 €              | Eskişehirspor       | 3 ans                    |        |
| Anıl Dilaver    | TUR         | 21 ans | Attaquant | Prêt                   | Denizlispor         |                          |        |
| Serdar Eylik    | TUR         | 22 ans | Milieu    | Prêt                   | Kayseri Erciyesspor |                          |        |

### Mercato d'hiver

#### Arrivées
| Nom du Joueur   | Nationalité | Âge    | Poste     | Coût           | Provenance              | Durée du contrat          | Source |
| --------------- | ----------- | ------ | --------- | -------------- | ----------------------- | ------------------------- | ------ |
| Wesley Sneijder | HOL         | 28 ans | Milieu    | 7 500 000 €    | FC Internazionale Milan | 3,5 ans                   | [ 13 ] |
| Didier Drogba   | CIV         | 34 ans | Attaquant | Libre          | Shanghai Shenhua        | 1,5 an (+ 1 an optionnel) | [ 14 ] |
| Aykut Erçetin   | TUR         | 30 ans | Gardien   | Libre          | Galatasaray SK          | 6 mois                    |        |
| Anıl Dilaver    | TUR         | 22 ans | Attaquant | Retour de prêt | Denizlispor             |                           |        |

#### Départs
| Nom du Joueur   | Nationalité | Âge    | Poste     | Transfert              | Destination   | Durée du contrat | Source |
| --------------- | ----------- | ------ | --------- | ---------------------- | ------------- | ---------------- | ------ |
| Cris            | BRE         | 35 ans | Défenseur | Résiliation de contrat | Grêmio        |                  |        |
| Ceyhun Gülselam | TUR         | 25 ans | Milieu    | Prêt (200 000 €)       | Kayserispor   | 6 mois           |        |
| Sercan Yıldırım | TUR         | 22 ans | Attaquant | Prêt (150 000 €)       | Sivasspor     | 6 mois           | [ 15 ] |
| Milan Baroš     | RTC         | 31 ans | Attaquant | Transfert Libre        | Baník Ostrava |                  |        |
| Anıl Dilaver    | TUR         | 22 ans | Attaquant | Prêt                   | Ofspor        |                  |        |

## Calendrier

### Süperlig

#### Statistiques championnat
Victoires  - Nuls  - Défaites 
| Journée    | 1  | 2  | 3   | 4   | 5   | 6   | 7   | 8   | 9   | 10  | 11  | 12  | 13  | 14  | 15  | 16  | 17  | 18  | 19  | 20  | 21  | 22  | 23  | 24  | 25  | 26  | 27  | 28  | 29  | 30  | 31  | 32  | 33  | 34  |
| ---------- | -- | -- | --- | --- | --- | --- | --- | --- | --- | --- | --- | --- | --- | --- | --- | --- | --- | --- | --- | --- | --- | --- | --- | --- | --- | --- | --- | --- | --- | --- | --- | --- | --- | --- |
| Terrain    | D  | E  | D   | E   | D   | E   | D   | E   | D   | E   | E   | D   | E   | D   | E   | D   | E   | E   | D   | E   | D   | E   | D   | E   | D   | E   | D   | D   | E   | D   | E   | D   | E   | D   |
| Résultats  |    |    |     |     |     |     |     |     |     |     |     |     |     |     |     |     |     |     |     |     |     |     |     |     |     |     |     |     |     |     |     |     |     |     |
| Points     | 3  | 4  | 7   | 10  | 13  | 13  | 14  | 15  | 18  | 21  | 22  | 22  | 25  | 26  | 29  | 32  | 33  | 33  | 36  | 37  | 40  | 43  | 46  | 47  | 47  | 50  | 53  | 56  | 59  | 62  | 65  | 68  | 68  | 71  |
| Classement | 2e | 5e | 1er | 1er | 1er | 1er | 1er | 1er | 1er | 1er | 1er | 1er | 1er | 1er | 1er | 1er | 1er | 1er | 1er | 1er | 1er | 1er | 1er | 1er | 1er | 1er | 1er | 1er | 1er | 1er | 1er | 1er | 1er | 1er |

## Statistiques joueurs
| N° | Nat. | Nom              | Championnat  | Championnat | Championnat      | Championnat | Championnat  | Coupe de Turquie | Coupe de Turquie | Coupe de Turquie | Coupe de Turquie | Coupe de Turquie | Ligue des champions | Ligue des champions | Ligue des champions | Ligue des champions | Ligue des champions | Supercoupe de Turquie | Supercoupe de Turquie | Supercoupe de Turquie | Supercoupe de Turquie | Supercoupe de Turquie | Total        | Total       | Total            | Total  | Total        |
| N° | Nat. | Nom              | Matchs Joués | But inscrit | Passes décisives | Averti      | Carton rouge | Matchs Joués     | But inscrit      | Passes décisives | Averti           | Carton rouge     | Matchs Joués        | But inscrit         | Passes décisives    | Averti              | Carton rouge        | Matchs Joués          | But inscrit           | Passes décisives      | Averti                | Carton rouge          | Matchs Joués | But inscrit | Passes décisives | Averti | Carton rouge |
| -- | ---- | ---------------- | ------------ | ----------- | ---------------- | ----------- | ------------ | ---------------- | ---------------- | ---------------- | ---------------- | ---------------- | ------------------- | ------------------- | ------------------- | ------------------- | ------------------- | --------------------- | --------------------- | --------------------- | --------------------- | --------------------- | ------------ | ----------- | ---------------- | ------ | ------------ |
| 25 |      | Fernando Muslera | 33           | (33)        | –                | 2           | 1            | –                | –                | –                | –                | –                | 10                  | (14)                | –                   | 1                   | –                   | 1                     | (2)                   | –                     | –                     | –                     | 44           | (49)        | –                | 3      | 1            |
| 67 |      | Eray İşcan       | 1            | (1)         | –                | –           | –            | 1                | –                | –                | –                | –                | –                   | –                   | –                   | –                   | –                   | –                     | –                     | –                     | –                     | –                     | 2            | (1)         | –                | –      | –            |
| 86 |      | Ufuk Ceylan      | 1            | –           | –                | –           | –            | 2                | –                | –                | –                | –                | –                   | –                   | –                   | –                   | –                   | –                     | –                     | –                     | –                     | –                     | 3            | –           | –                | –      | –            |
| -  |      | Aykut Erçetin    | –            | –           | –                | –           | –            | –                | –                | –                | –                | –                | –                   | –                   | –                   | –                   | –                   | –                     | –                     | –                     | –                     | –                     | –            | –           | –                | –      | –            |
| 5  |      | Gökhan Zan       | –            | –           | –                | –           | –            | 2                | –                | –                | –                | –                | –                   | –                   | –                   | –                   | –                   | –                     | –                     | –                     | –                     | –                     | 2            | –           | –                | –      | –            |
| 13 |      | Dany Nounkeu     | 15           | –           | –                | 2           | –            | –                | –                | –                | –                | –                | 6                   | –                   | –                   | 1                   | –                   | 1                     | –                     | –                     | –                     | –                     | 21           | –           | –                | 3      | –            |
| 22 |      | Hakan Balta      | 10           | 1           | –                | 4           | –            | 1                | –                | –                | –                | –                | 1                   | –                   | –                   | –                   | –                   | 1                     | –                     | –                     | –                     | –                     | 13           | 1           | –                | 4      | –            |
| 26 |      | Semih Kaya       | 12           | –           | –                | 1           | –            | –                | –                | –                | –                | –                | 6                   | –                   | –                   | 1                   | –                   | 1                     | –                     | –                     | –                     | –                     | 19           | –           | –                | 2      | –            |
| 27 |      | Emmanuel Eboué   | 16           | –           | 2                | –           | –            | –                | –                | –                | –                | –                | 6                   | –                   | –                   | –                   | –                   | 1                     | –                     | –                     | –                     | –                     | 23           | –           | 2                | –      | –            |
| 30 |      | Tomáš Ujfaluši   | 2            | –           | –                | –           | –            | –                | –                | –                | –                | –                | –                   | –                   | –                   | –                   | –                   | –                     | –                     | –                     | –                     | –                     | 2            | –           | –                | –      | –            |
| 33 |      | Çağlar Birinci   | 1            | –           | –                | –           | –            | 2                | –                | –                | 1                | –                | –                   | –                   | –                   | –                   | –                   | –                     | –                     | –                     | –                     | –                     | 3            | –           | –                | 1      | –            |
| 55 |      | Sabri Sarıoğlu   | 5            | –           | –                | –           | –            | 2                | –                | –                | –                | –                | 2                   | –                   | –                   | 1                   | –                   | –                     | –                     | –                     | –                     | –                     | 9            | –           | –                | 1      | –            |
| 4  |      | Hamit Altıntop   | 16           | –           | 4                | 4           | –            | 1                | –                | –                | –                | –                | 5                   | –                   | 2                   | 1                   | –                   | 1                     | –                     | –                     | –                     | –                     | 23           | –           | 6                | 5      | –            |
| 7  |      | Aydın Yılmaz     | 13           | –           | –                | 1           | –            | 2                | 1                | 2                | –                | –                | 3                   | 1                   | –                   | –                   | –                   | 1                     | –                     | –                     | –                     | –                     | 19           | 2           | 2                | 1      | –            |
| 8  |      | Selçuk İnan      | 17           | 3           | 3                | 5           | –            | –                | –                | –                | –                | –                | 6                   | –                   | 2                   | 1                   | –                   | 1                     | 1                     | 2                     | 1                     | –                     | 24           | 4           | 7                | 7      | –            |
| 10 |      | Felipe Melo      | 16           | –           | –                | 3           | 2            | –                | –                | –                | –                | –                | 5                   | –                   | 1                   | 3                   | –                   | –                     | –                     | –                     | –                     | –                     | 21           | –           | 1                | 6      | 2            |
| 11 |      | Albert Riera     | 12           | 1           | 1                | 2           | –            | –                | –                | –                | –                | –                | 5                   | –                   | –                   | 2                   | –                   | –                     | –                     | –                     | –                     | –                     | 17           | 1           | 1                | 4      | –            |
| 14 |      | Wesley Sneijder  | 1            | –           | –                | –           | –            | –                | –                | –                | –                | –                | –                   | –                   | –                   | –                   | –                   | –                     | –                     | –                     | –                     | –                     | 1            | –           | –                | –      | –            |
| 23 |      | Furkan Özçal     | –            | –           | –                | –           | –            | 1                | –                | –                | –                | –                | –                   | –                   | –                   | –                   | –                   | –                     | –                     | –                     | –                     | –                     | 1            | –           | –                | –      | –            |
| 35 |      | Yekta Kurtuluş   | 11           | 1           | 1                | –           | –            | 1                | –                | –                | –                | –                | 2                   | –                   | –                   | –                   | –                   | –                     | –                     | –                     | –                     | –                     | 13           | 1           | 1                | –      | –            |
| 50 |      | Engin Baytar     | 5            | –           | –                | 1           | –            | 2                | –                | –                | –                | –                | 1                   | –                   | –                   | –                   | –                   | 1                     | –                     | –                     | –                     | 1                     | 9            | –           | –                | 1      | 1            |
| 52 |      | Emre Çolak       | 17           | 1           | 3                | 1           | –            | 2                | 1                | –                | 1                | –                | 6                   | –                   | –                   | –                   | –                   | 1                     | –                     | –                     | –                     | –                     | 26           | 2           | 3                | 1      | –            |
| 53 |      | Nordin Amrabat   | 17           | 1           | 5                | 2           | –            | 2                | –                | –                | –                | –                | 6                   | –                   | 2                   | 1                   | –                   | 1                     | –                     | –                     | –                     | –                     | 26           | 1           | 7                | 3      | –            |
| 9  |      | Johan Elmander   | 13           | 4           | –                | 1           | –            | 2                | 1                | –                | –                | –                | 5                   | –                   | –                   | –                   | –                   | 1                     | –                     | –                     | –                     | –                     | 21           | 5           | –                | 1      | –            |
| 15 |      | Milan Baroš      | –            | –           | –                | –           | –            | –                | –                | –                | –                | –                | –                   | –                   | –                   | –                   | –                   | –                     | –                     | –                     | –                     | –                     | –            | –           | –                | –      | –            |
| 17 |      | Burak Yılmaz     | 16           | 9           | 3                | 1           | –            | –                | –                | –                | –                | –                | 6                   | 6                   | –                   | 2                   | –                   | –                     | –                     | –                     | –                     | –                     | 22           | 15          | 3                | 3      | –            |
| 19 |      | Umut Bulut       | 18           | 11          | 3                | 1           | –            | –                | –                | –                | –                | –                | 6                   | –                   | –                   | 1                   | –                   | 1                     | 2                     | –                     | –                     | –                     | 25           | 13          | 3                | 2      | –            |
| –  |      | Didier Drogba    | –            | –           | –                | –           | –            | –                | –                | –                | –                | –                | –                   | –                   | –                   | –                   | –                   | –                     | –                     | –                     | –                     | –                     | –            | –           | –                | –      | –            |